# Явуз, Хайдар
Хайдар Явуз (тур. Haydar Yavuz, род.5 сентября 1994 года) — турецкий борец вольного стиля, призёр чемпионата Европы 2020 года. Серебряный призёр молодёжного чемпионата Европы 2017 года.

## Биография
Родился в 1994 году. Борьбой активно начал заниматься с 2000 года. На международных соревнованиях выступает с 2014 года. В 2017 году стал вице-чемпионом Европы среди молодёжи в весовой категории до 65 кг. 
В 2019 году впервые в карьере принял участие во взрослом чемпионате мира в Казахстане, занял 17-е место в весовой категории до 70 кг.
В феврале 2020 года на чемпионате континента в итальянской столице, в весовой категории до 70 кг Хайдар в схватке за третье место победил спортсмена из Грузии и завоевал бронзовую медаль европейского первенства.